# Авіаносці типу «Граф Цеппелін»
Авіаносці типу «Граф Цеппелін» були серією з чотирьох німецьких авіаносців Kriegsmarine які були заплановані у середині 1930—х грос—адміралом Еріхом Редером як частина Плану Z, програмі по переозброєнню згідно підписаному договору між Німеччиною та Великою Британією. Вони були спроєктовані  після вивчення конструкцій японських авіаносців; тим не менш німецьким інженерам не вистачало досвіду у створенні подібних суден, також ситуація ускладнювалася тим, що кораблі мали діяти у Північному морі і не було чіткої концепції використання подібних кораблів. На кораблях було передбачено встановлення крейсерських гармат для рейдерських операцій і захисту від британських крейсерів. У той час як американські та японські авіаносці розроблялися для захисту ліній постачання і мали захист з крейсерів, що дозволяло проводити вильоти не відволікаючись на ведення боїв і тримати авіаносці на недосяжній для артилерії дальності.
Через суперечки між лідерами Крігсмаріне та Люфтваффе, а також падіння значимості Крігсмаріне для Адольфа Гітлера призвели до того, що інтерес до авіаносців швидко згас. Дефіцит робочої сили і матеріалів сповільнив будівництво і у 1939 році Редер скоротив число кораблів з чотирьох до двох. Навіть через це Люфтваффе підготувала перший загін льотчиків для служби на авіаносці. З початком Другої світової війни, пріоритети були перенесені на будівництво підводних човнів; один з авіаносців, Flugzeugträger B, був розібраний на стапелі, а роботи над іншим, Flugzeugträger A (названий Граф Цеппелін) були продовжені, але їх згорнули у 1940. Авіаційний підрозділ було розпущено.
Напад на Таранто, переслідування німецького лінкора Бісмарк, атака на Перл-Гарбор та битва при Мідвеї продемонстрували велику користь авіаносців у сучасній морській битві. Зі згоди Гітлера роботи над авіаносцем було розпочато знову. Але роботи було знов зупинено, тепер виникла потреба у літаках, спеціально створених для авіаносців і необхідність модернізувати корабель у світі подій воєнного часу. Розчарування Гітлера у діях надводних сил Крігсмаріне призвели до повної зупинки робіт над авіаносцем. Наприкінці війни корабель захопили радянські війська і використовували його як мішень. Він був затоплений у 1947.

## Розробка і будівництво

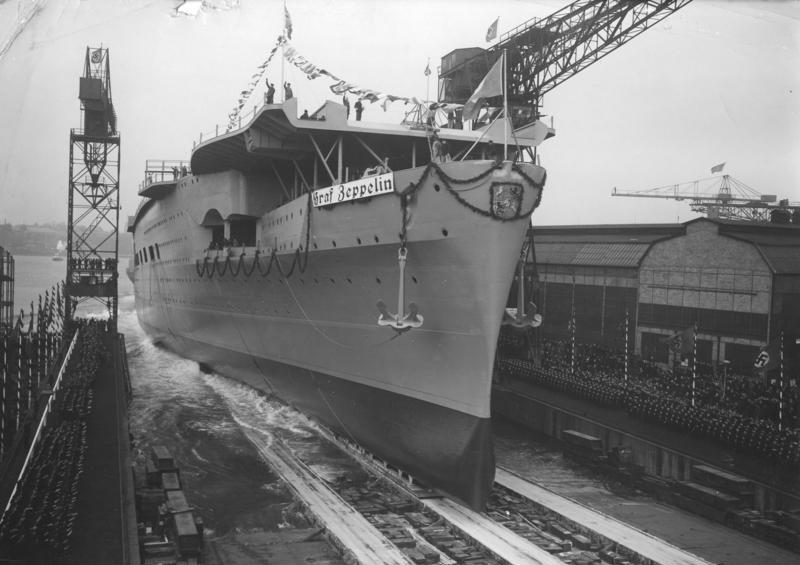
Спуск Графа Цеппелін, 8 грудня 1938.

Після 1933 Крігмаріне почали вивчати питання побудови авіаносців.  У квітні 1934 на створення проєкту авіаносця було призначено Вільгельма Геделера (Wilhelm Hadeler), який був помічником професора Військово-морського будівництва при Берлінському технічному університеті протягом дев'яти років. Перший його проєкт являв собою корабель водотоннажністю 22000 т, який міг нести 50 літаків і мав швидкість 35 knots (65 km/h; 40 mph). Згідно з англо-німецьким військово-морським договором, який було підписано 18 червня 1935, Німеччина мала право будувати авіаносці водотоннажністю до 38,500 тонн, хоча Німеччина була обмежена 35 % від загального британського тоннажу в будь-якій категорії військових кораблів. У Крігсмаріне вирішили зменшити водотоннажність корабля за проєктом Геделера до 19560 тонн, що дозволило побудувати два кораблі з обмеженням у 35 %.
Розробники прийняли рішення, що корабель має сам захищатися від нападу надводних сил противника, що призвело до введення броньового захисту на рівні важких крейсерів. Для захисту від есмінців було передбачено батарею з шістнадцяти 15 см гармат. У 1935 Адольф Гітлер проголосив, що Німеччина буде будувати авіаносці для зміцнення Крігсмаріне.  Восени 1935 року з метою отримання креслень палубного обладнання і вивчення японського авіаносця Акаґі до Японії було направлено, офіцерів Люфтваффе і Крігмаріне, а також інженера. Також німці зробили невдалу спробу відвідати британський авіаносець HMS Furious.
28 грудня 1936 року на стапелі було закладено кіль авіаносця Граф Цеппелін, на тому ж стапелі де нещодавно будували лінкор Гнейзенау. Корабель будували на верфі Deutsche Werke у Кілі. Через два роки, грос-адмірал Еріх Редер представив амбіційну кораблебудувну програму яку назвали План Z за якою Крігсмаріне могли кинути виклик Королівському флоту за панування у Північному морі. За Планом Z, до 1945 року у флоті повинно було бути чотири авіаносці; два кораблі класу Граф Цепелін були першими з них. Гітлер затвердив програму будівництва 1 березня 1939. У 1938 було закладено другий авіаносець, який отримав назву «B», на верфі Germaniawerft у Кілі. 8 грудня 1938 року Граф Цеппелін було спущено на воду.

## Конструкція

### Корпус
Корпус авіаносця було поділено на 19 водонепроникних відсіків, така конструкція була стандартною для всіх великих кораблів Крігсмаріне. Товщина броньового поясу коливалася від 100 мм у районі механізмів і кормових артилерійських погребів до 60 мм у районі носових погребів та 30 мм у носовій частині. Кормова броня була товщиною 80 мм для захисту румпельних механізмів. Всередині корабля за головним броньовим поясом йшла 20 мм протиторпедна перебірка.

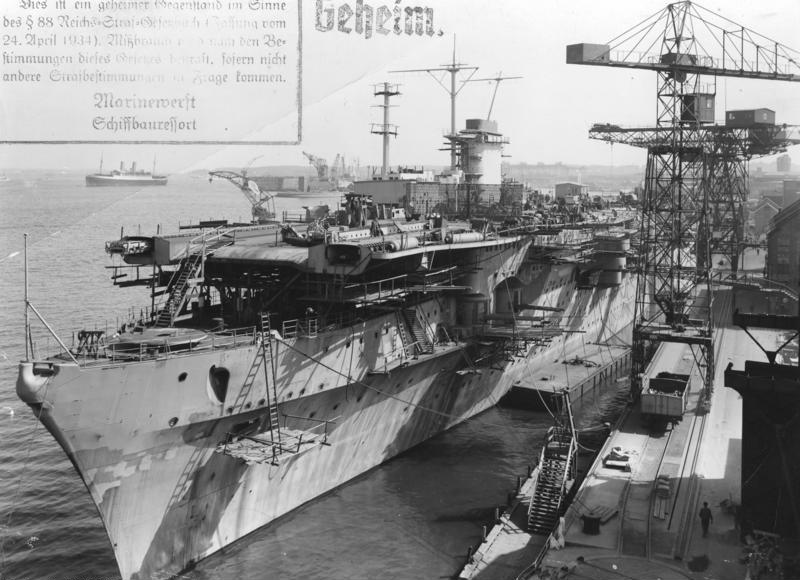
Граф Цеппелін у Кілі, червень 1940, видно його новий ніс. Також видно казематні 15 см гармати, до їх перевезення до окупованої Норвегії. Фото має відмітку Geheim («секретно»).

Горизонтальна броня проти авіаційних бомб і осколків снарядів починалася з польотної палуби, яка була головною палубою. Товщина броні загалом була 20 мм окрім зон навколо шахт елеваторів і вентиляторних труб де її товщина становила 40 мм щоб зміцнити шахти. Під нижнім ангаром була головна броньова палуба (або твіндек) де товщина броні становила 60 мм над погребами та 40 мм над трюмними механізмами. По бортах палуба мала нахил під кутом 45 градусів, який збігався з броньовим поясом нижче ватерлінії.
Співвідношення оригінальної довжини відносно ширини Графа Цеппеліна становило 9.26:1. Проте у травні 1942 року було додано скулові кілі і співвідношення стало 8,33:1, що зробило модель авіаносця найпоширенішою серед створених у 1942 році. Скулові кілі загалом призначалися для надання остійності Графу Цеппеліну, але також вони збільшили протиторпедний захист, а також збільшили дальність, оскільки передбачали сховища для додаткових 1500 тонн палива.
Прямий форштевень авіаносця у 1940 році було перероблено на так званий «атлантичний ніс», який мав гострішу форму, для покращення мореплавства корабля. Через це загальна довжина зросла на 5,2 м.

### Механізми
Силова установка авіаносця складалася з 16 котлів високого тиску La Mont, саме такі використовували на важких крейсерах класу Адмірал Гіппер. Їх чотири комплекти турбін з зубчастими передачами, були з'єднані з чотирма валами, які повинні були виробляти 200,000 shp (150,000 kW) і розвивати швидкість до 35 вузлів (65 км/год). З максимальною загрузкою палива у 5000 тонн нафти (з урахування сховищ у виличних кілях, доданих у 1942), розрахунковий радіус дії Графа Цеппеліна становив 9,600 милі (15 400 км) при швидкості 19 вузлів (35 км/год). Проте досвід війни показав, що розрахунок дальності для кораблів з такою силовою установкою дуже приблизний і насправді дальність набагато менша.
Два крильчастих рушії Фойта-Шнайдера були встановлені у носовій частині корабля. Вони слугували для постановки корабля на рейді, а також для безпечного пересування на мілководді, наприклад Кільським каналом де через високий надводний борт і труднощі у маневруванні на швидкості менше 8 вузлів (15 км/год), пориви вітру могли зіштовхнути корабель на мілину. За потреби ними можна було керувати кораблем на швидкостях менше 12 вузлів (22 км/год) і також при виведенні з ладу головних двигунів, вони могли рухати корабель зі швидкістю 4 вузли (7,4 км/год) на спокійній воді. Коли їх не використовували, вони були прибрані у вертикальні шахти і захищені водонепроникними кришками.

### Польотна палуба і ангар
Польотна палуба Графа Цеппеліна була сталева вкрита дерев'яними дошками довжиною 242 м і шириною 30 м. За надбудовою знаходився отвір; її підтримували сталеві балки. На носі був відкритий полубак, через що край польотної палуби був нерівний (в основному за рахунок тупих кінців катапультних доріжок), але це не повинно було викликати небажаної турбулентності. Детальне дослідження у аеродинамічній трубі на моделі підтвердили це, але вони також виявили, що довга низька конструкція надбудови буде створювати вихор над палубою, коли корабель рискає на лівий борт. Це вважалося прийнятною небезпекою при здійсненні повітряних операцій.

#### Ангари
Нижній і верхній ангари авіаносців класу Граф Цеппелін були довгими і вузькими без бронювання з боків і на кінцях. Майстерні, сховища і кубрики екіпажу за межами ангарів, конструкція була схожа на будову англійських авіаносців. Розміри верхнього ангара 185 м× 16 м; нижнього — 172 м×16 м. Висота верхнього ангара була 6 м, а нижнього на 0,3 м менше через балки перекриття. Загальна площа ангара становила 5,450 м², що дозволяло розмістити 41 літак: 18 торпедоносців Fieseler Fi 167 у нижньому ангарі; 13 пікіруючих бомбардувальників Junkers Ju 87C та 10 винищувачів Messerschmitt Bf 109T у верхньому ангарі.

#### Підйомники
Авіаносці мали три електричних підйомники, які були розташовані вздовж центральної осі польотної палуби: один на ному, перед надбудовою; один по міделю; і один в кормі. Вони були восьмикутної форми, мали розміри 13 м×14 м і були призначені для пересування літаків вагою до 5,5 тонн між палубами.

#### Катапульти
На авіаносці, у передній частині польотної палуби, було встановлено дві телескопічні катапульти Deutsche Werke на стисненому повітрі для допомоги при зльоті. Їх довжина була 23 м і вони могли прискорити винищувач вагою до 2,500 кг до приблизної швидкості у 140 км/год і бомбардувальник вагою до 5,000 кг до швидкості у 130 км/год.
Дві рейки вели від катапульт до носових і центральних підйомників. У ангарах літаки пересувалися за допомогою крану — таку саму систему пропонували встановити на американських авіаносцях клас Ессекс, але від неї відмовилися через її повільність. Літак на візку потім піднімався на польотну палубу і перевозився на стартову точку. Після взведення катапульти, поштовх стисненого повітря приводив у рух катапульту. Після зльоту літаку, стартовий візок по досягненню кінця катапультної доріжки залишався на місці до звільнення буксирувальних тросів. Після звільнення тросів, стартовий візок просувався вперед і опускався на полубакову палубу «B», звідки повертався у верхній ангар другими рейками. При не використанні рейок катапульт, їх накривали металевими обтічниками для захисту від негоди.
18 літаків теоретично можна було запустити з проміжком у 30 секунд до перезарядки повітряних резервуарів катапульт. Для цього було потрібно 50 хвилин. Два великих циліндри зі стисненим повітрям знаходилися у ізольованих відсіках між рейками, під польотною палубою, але над броньованою. Таке розташування давало мінімальний захист від ураження. Відсіки підігрівалися електрично до температури 20 °C (68 °F) для запобігання утворенню льоду на трубопроводах та обладнанні керування.
За задумом, усі літаки повинні були запускатися за допомогою катапульти. Звичайний зліт передбачався лише у екстрених ситуаціях або при пошкодженні катапульт. Чи збереглася б така практика під час бойових дій залишається відкритим питання, особливо при малому об'ємі резервуарів стисненого повітря і тривалому часі їх перезарядки. Єдина перевага такої системи запуску полягала у тому, що для запуску літаків авіаносцю не потрібно було повертатися до вітру щоб забезпечити підйомну силу для важких літаків. Також вона допомагала одночасно запускати і саджати літаки.
Для швидкого запуску катапульт і для зменшення часу розігріву двигунів, восьми літаків які весь час перебували у готовності на ангарній палубі, на авіаносцях використовували парові підігрівачі. Це допомагало підтримувати робочу температуру двигунів у 70 °C. Також, мастило для двигунів знаходилося у теплих цистернах і подавалося у двигуни безпосередньо перед запуском ручними насосами. Після підняття на польотну палубу температуру мастила можна було підтримувати за допомогою електричного підігрівача підключеного до палубних розеток. Коли досягалася потрібна температура, літаки могли злітати.

#### Аерофінішер
Чотири дроти аерофінішера були розташовані після закінчення польотної палуби і ще по два аварійних дроти було розташовано перед та за центральним підйомником. На оригінальних креслення вказано ще чотири дроти перед та позаду носового підйомника, можливо призначені для зупинки літака над полубаком, але у фінальному креслені вони були прибрані. Фінішер було обладнано неоновими вогнями для допомоги при нічних посадках.

#### Вітрові щити
Два щілинних сталевих вітрових щита висотою 4 м було встановлено перед центральним і носовим підйомником. Це було зроблено для зменшення швидкості вітру на польотній палубі на дистанцію приблизно у 40 м за ними. Вони складалися на палубу щоб не заважати літакам злітати.

#### Острівна надбудова
Острів на авіаносці розташовувався по правому борту, там знаходилися командний і навігаційний містки та штурманська рубка. Також на ньому були розташовані три прожектори, чотири стабілізовані прилади керування вогнем і велика вертикальна димова труба. Для компенсування ваги острівної надбудова, польотна палуба і ангари було зміщено на 0,5 м на лівий борт. У конструкції 1942 року було додано високу башту керування польотами, антени повітряних радарів і вигнуту форму димової труби, щоб відводити вихлопи далі від броньованої кабіни керування польотами.

### Озброєння
Граф Цеппелін мав на озброєнні зенітні гармати з високими і низькими кутами підвищення, а також гармати для захисту від надводних кораблів у той час як у більшості флотів світу перейшли на універсальні гармати, а для захисту авіаносців використовували ескортні кораблі. Головні батареї складалися з 16 гармат калібру 15 см, які були встановлені попарно у казематах. Вони були розташовані у чотирьох кутках палуби верхнього ангара, через що їх могло заливати водою під час штормів, особливо у носових казематах.
Головний інженер Геделер передбачав лише вісім гармат по чотири на борт у одногарматних баштах. Але у Управлінні з питань озброєнь ВМС не вірно розтлумачили його пропозицію, щоб заощадити простір, подвоїли гармати чим довели кількість до 16, через що збільшилася кількість артилерійських погребів і електричних елеваторів. Пізніше при будівництві авіаносця ці гармати прибрали і встановили гармати калібру 10,5 см у спонсонах трохи нижче рівня польотної палуби. Однак необхідні структурні зміни були визнані занадто складними і тривалими, що вимагало значних змін в конструкції корабля, і це питання було відкладено.
Основні зенітні батареї складалися з 12 гармат калібру 10,5 см, вони були спарені у шість установок по три спереду і позаду острівної надбудови. Ведення вогню на правий борт могло викликати ризик ураження власних літаків на польотній палубі, а також ускладнювало польотні операції.
Додаткові зенітні батареї складалися з 11 спарених 37 мм гармат SK C/30 які були змонтовані у спонсонах на краю польотної палуби: чотири на правій стороні, шість на лівій  і одна на полубаку. Додатково було встановлено сім 20 мм гармат MG C/30 з кожного борту авіаносця: чотири зліва і три справа. Пізніше їх замінили на установки Flakvierling.

## Льотні випробування у Травемюнде
У 1937, спуск Графа Цеппеліна було заплановано на кінець наступного року, Люфтваффе почало експериментальну програму з тестування прототипу авіаносця на базі у Травемюнде на узбережжі Балтійського моря. Вона включала тренування пілотів на одночасні зльоти і посадки палубу авіаносця.
На злітній смузі було нанесено контур польотної палуби авіаносця з встановленими аерофінішерами для відпрацювання зльотів і посадок. Кабелі фінішера було під'єднано до електромеханічного пристрою створеного компанією DEMAG (Deutsche Maschinenfabrik A.G. Duisburg). Випробування було розпочато у березні 1938 на літаках Heinkel He 50, Arado Ar 195 та Ar 197. Пізніше, міцніша гальмівна лебідка була представлена компанією Atlas-Werke з Бремену, що дало змогу використовувати важкі літаки, такі як Fieseler Fi 167 та Junkers Ju 87. Після невдалого початку, пілоти Люфтваффе зробили 1500 успішних посадок з 1800 спроб.
Для запусків використовували змонтовану на баржі пневматичну катапульту довжиною 20 m (66 ft), пришвартовану в гирлі річки Траві. Катапульта розробки Хейнкеля, була побудована Deutsche Werke Kiel (DWK) і могла пришвидшувати літак до швидкості 145 km/h (90 mph) в залежності від вітру. Випробувальні літаки спочатку встановлювалися краном на складні пускові візки таким же чином як і було передбачено для авіаносців.
Випробування катапульті почалося у квітні 1940 і на початок травня було зроблено 36 запусків, усі вони були задокументовані і зняті на плівку для подальшого вивчання: 17 зльотів на Arado Ar 197s, 15 на модифікованому Junkers Ju 87B і 4 на модифікованому Messerschmitt Bf 109D. Досліди продовжилися і до червня Люфтваффе отримало повністю задовільні результати роботи систем катапульти.

## Літак

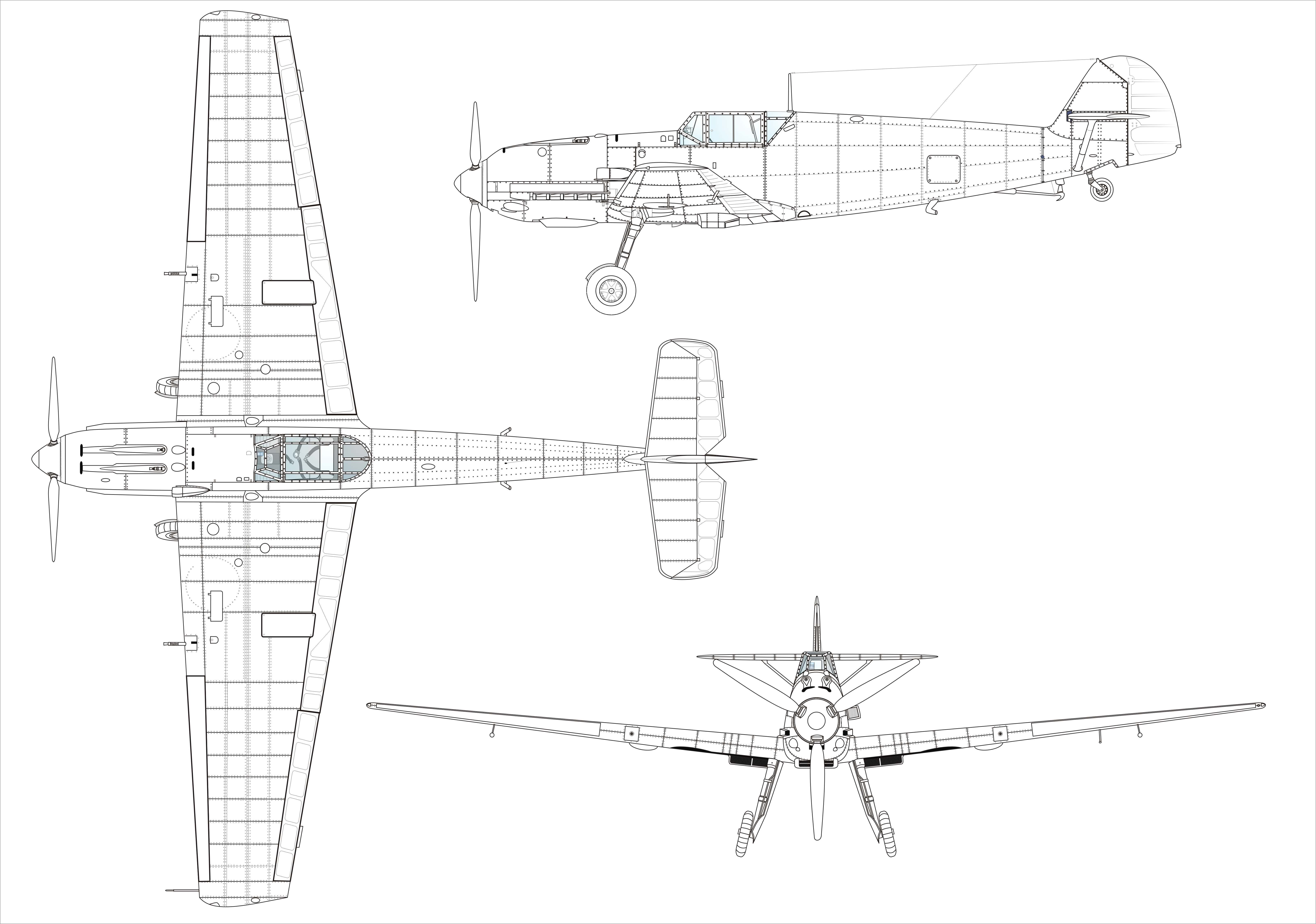
Bf 109T-1.

Очікувана роль Графа Цеппеліна полягала у наданні платформи для морської розвідки, що підтверджувалося початковим складом авіакрила: 20 біпланів Fieseler Fi 167 для розвідки і торпедних атак, 10 винищувачів Messerschmitt Bf 109 та 13 пікіруючих бомбардувальників Junkers Ju 87. Пізніше склад було змінено на 30 винищувачів Bf 109 та 12 бомбардувальників Ju 87 з гідно з японською, британською та американською доктринами авіаносців, де чисто розвідувальні завдання були замінені на бойові місії.
Наприкінці 1938 Technische Amt RLM (Технічний відділ Reichsluftfahrtministerium або Державного міністерства авіації ) дало запит конструкторському бюро Мессершмітта у Аугсбурзі на створення моделі винищувача Bf 109E для авіаносця, який повинен мати назву Bf 109T (де "T" мало значення Träger або Авіаносець). У грудні 1940 RLM прийняло остаточне рішення на закінчення лише 7 винищувачів Bf 109T-1 як палубних, а інша закінчити як T-2 наземного базування, через те, що у квітні роботи над Графом Цеппеліном були знову зупинені. Після припинення робіт над авіаносцем винищувачі T-2 були переведені до Норвегії. Наприкінці 1941, коли було відновлено будівництво Графа Цеппеліна, винищувачі Bf 109 T-2, які збереглися, були повернуті з фронту для підготовки їх до служби на авіаносці. Сім T-2 були перероблені на стандарт T-1 і передані Крігсмаріне 19 травня 1942. До грудня було перероблено 48 Bf 109T-2 у модель T-1. 46 залишилися у Піллау у Східній Пруссії і зберігалися там для несення служби на авіаносці. До лютого 1943 всі роботи над Графом Цеппеліном було скасовано, а літаки було повернуто Люфтваффе у квітні.

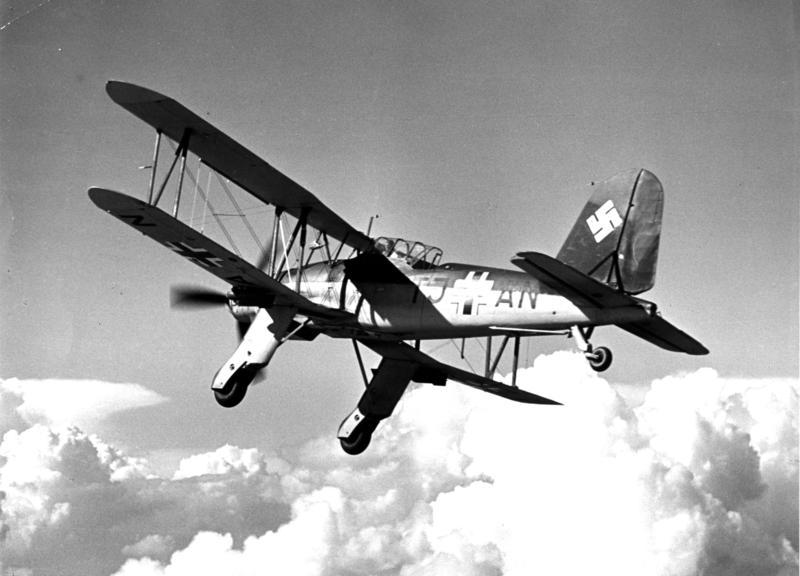
Fieseler Fi 167, п'ята з 12 предсерійних машин під час випробувального польоту.

Коли роботи над Графом Цеппеліном були зупинені у травні 1940 з 12 збудованих Fi 167 було створено загін Erprobungsstaffel 167 з метою проведення подальших експлуатаційних випробувань. На час коли роботи було відновлено у травні 1942, літаки Fi 167 вже не підходили на ту роль яка їм відводилася тому було прийнято рішення замінити їх на модифіковані торпедоносні літаки Junkers Ju 87D. Десять предсерійних Ju 87C-0 було побудовано і направлено на тестові полігони у Рехліні та Травемюнде де вони пройшли великі випробування, в тому числі запуски з катапульти і модельовані посадки на палубу. Хоча було замовлено 170 Ju 87C-1, лише декілька моделей було збудовано, зупинення робіт над авіаносцем у травні 1940 призвело до відміни всього замовлення. Створені літаки і корпуси були перероблені назад на модель Ju 87B-2.
Роботи над створенням торпедоносця на базі Ju 87D було розпочато знову на початку 1942 коли було прийнято рішення про відновлення робіт на авіаносцем. Через те, що Fieseler Fi 167 вважалися на той час застарілими, Технічний відділ надав запит Юнкерсу модифікувати Ju 87D-4 у палубний торпедоносець/розвідувальний літак який отримав назву Ju 87E-1. Але коли у лютому 1943 роботи над авіаносцем були припинено, замовлення було відмінено. Жодний з Ju 87D перероблений на торпедоносець не було використано. До травня 1942, коли було відновлено роботу над Графом Цеппеліном, винищувачі Bf 109T були визнані застарілими. До вересня 1942 було створено нові креслення літака Me 155. Коли стало зрозуміло, що Граф Цеппелін не буде введено в експлуатацію у найближчі два роки, Мессершмітту було неофіційно наказано припинити роботи над проєктом. Жодного з прототипів палубних винищувачів не було створено.
1 серпня 1938 Люфтваффе створило перший загін палубної авіації Trägergruppe I/186 на острові Руген поблизу Бурга. Він складався з трьох ескадрилей (Staffeln) і призначався для несення служби на обох авіаносцях. До жовтня, коли будівництво на верфі були призупинено, загін було розпущено через дороге утримання і невизначеність з строками спуску на воду авіаносців. 1 жовтня того ж року було створено ескадрилью винищувачів (Trägerjagdstaffel) 6./186 під командуванням капітана Генріха Зілегера. Пізніше було створено ескадрилью бомбардувальників, 4./186, оснащений бомбардувальниками Ju 87Bs під командуванням капітана Блаттнера. Через шість місяців, у липні 1939, було створено другу ескадрилью винищувачів, 5./186, під командуванням оберлейтенанта Герарда Кадова і частково укомплектований пілотами вибракованими з 6./186. До серпня три ескадрильї були реорганізовані у загін Trägergruppe II/186 під командування майора Вальтера Хагена в очікуванні того, що авіаносець вийде на експлуатаційні випробування до літа 1940.

## Інші кораблі класу

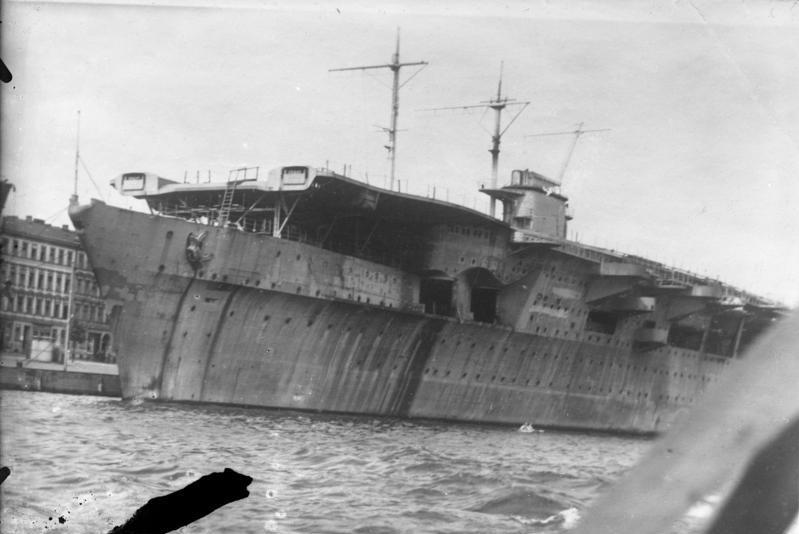
Граф Цеппелін пришвартований у Щецині, у середині 1941. Можна побачити покращений "Атлантичний ніс", два пустих отвори для 15 см (5.9-inch) гармат (нижче і перед димовою трубою), телескопічні щогли і кінцівки здвоєних катапультних доріжок на польотній палубі.

Будівництво двох авіаносців з самого початку було уривчастим через нестачу кваліфікованих зварювальників та затримки в отриманні матеріалів.

### FlugzeugträgerA (Граф Цеппелін)
Роботи над Flugzeugträger A були розпочаті у 1936. Він був закладений на стапелі 28 грудня цього ж року і спущений на воду 8 грудня 1938. До квітня 1940 він не був закінчений, коли зміна стратегічної обстановки привела до зупинення робіт. Проте, до весни 1942 року корисність авіаносців в сучасній морської війни було продемонстровано наочно і 13 травня 1942 року із дозволу Гітлера, німецьке Верховне Військово-морське командування наказало поновити роботи на авіаносці.
Прогрес будівництва затримувався через технічні проблеми, такі як потреба у палубних літаках і потреба модернізації. Командування сподівалося вирішити всі ці проблеми до квітня 1943 і планувалося, що авіаносець вийде на випробування у море у серпні того ж року. Проте наприкінці січня 1943 Гітлер розчарувався у діях Крігсмаріне, через невдачі у бойових діях надводного флоту, і наказав вивести з експлуатації всі великі кораблі. 2 лютого 1943 будівництво авіаносця було припинено назавжди.
Протягом наступних двох років, Графа Цеппеліна переводили з одного порту на Балтиці до іншого. 25 квітня 1945 його було затоплено у Штеттині (тепер Щецин, Польща), перед наступом Червоної армії. Корабель було піднято ЕПРОПом. Його використовували як мішень і затопили у 1947. Його залишки було знайдено у 2006 польськими пошуковцями на узбережжі Балтійського моря поблизу населеного пункту Владиславово, на вістрі півострову Гель.

### FlugzeugträgerB
Контракт на будівництво корабля отримала компанія Friedrich Krupp Germaniawerft у Кілі у 1938, спуск на воду було заплановано на 1 липня 1940. Роботи над Flugzeugträger B було розпочато у 1938, але були зупинені 19 вересня 1939, через ведення бойових дій проти Британії і Франції, тому пріоритет було надано будівництву підводних човнів. Корпус, готовий до броньової палуби, іржавів на стапелі до 28 лютого 1940, коли адмірал Редер видав наказ розрізати його на металобрухт. Роботи по демонтажу було завершено через чотири місяці.
Крігсмаріне ніколи не давали назву кораблям які не було спущено на воду, тому корабель отримав лише літеру "B" у назві (літеру "A" отримав Граф Цеппелін перед початком робіт). Якби корабель було б спущено на воду він отримав би назву Петер Штрассе на честь командувача повітряним флотом Цеппелінів під час Першої світової війни Петера Штрассе.

### FlugzeugträgerC та D
У 1937 Крігсмаріне мало плани побудувати ще два додаткових авіаносці класу Граф Цеппелін які отримали офіційні позначення C та D. Обидва ці авіаносці планувалося ввести в експлуатацію у 1943. Але наприкінці 1938 ці плани було змінено. Було вирішено побудувати лише два авіаносці, а на додачу кілька малих авіаносців.

## Виноски
1. ↑  Це було потрібно через те, що майже на всіх літаках Люфтваффе було встановлено двигуни Даймлер-Бенц або Юнкерс які мали рідинне охолодження, на відміну від японських і американських літаків які мали двигуни з повітряним охолодженням.